# Signal (czasopismo)
Signal – niemieckie czasopismo, organ prasowy Wydziału Propagandy Oberkommando der Wehrmacht, ukazujące się w latach 1940–1945.

## Charakterystyka pisma
Czasopismo było wzorowane na amerykańskich magazynach ilustrowanych „Life” i „National Geographic” i przeznaczone zarówno dla żołnierzy frontowych, jak i czytelników poza granicami III Rzeszy. Wydawane było m.in. w językach: arabskim, bułgarskim, duńskim, francuskim, hiszpańskim, niderlandzkim, niemieckim, norweskim, polskim, portugalskim, rosyjskim, rumuńskim, serbochorwackim, szwedzkim, węgierskim. Wersja niemieckojęzyczna przeznaczona była dla wojska i czytelników szwajcarskich. Wydawano również wersję w języku angielskim dla czytelników w Stanach Zjednoczonych (do roku 1941) i na okupowanych Wyspach Normandzkich (łącznie było 20 wersji językowych).
Główne tematy poruszane w czasopiśmie to: sprawność niemieckiej armii, budowa niemieckiej wspólnoty gospodarczej pod przywództwem niemieckim, walka z komunizmem zagrażającym europejskiemu dziedzictwu. „Signal” opiewał zwycięstwa niemieckich i sojuszniczych armii oraz dobrodziejstwa płynące z Neuordnung (Nowego Porządku), co ilustrowały kolorowe i biało-czarne fotografie, szkice, wykresy, mapy, a nawet komiksy. Wielkim popytem wśród żołnierzy (niemieckich, ale także alianckich) cieszyły się kolorowe zdjęcia roznegliżowanych dziewcząt. Australijski korespondent wojenny Alan Moorehead pisał, że jedno z takich zdjęć towarzyszyło mu miesiącami „zmieniając kwaterę w dom”.
W roku 1943, gdy III Rzesza była u szczytu powodzenia, całkowity nakład we wszystkich językach wynosił ponad 2,4 miliona egzemplarzy, z czego pięćset tysięcy po niemiecku i siedemset tysięcy po francusku. Początkowo (do roku 1943) ukazywało się jako dwutygodnik, potem miesięcznik, a od lutego 1945 nieregularnie. Okładka (patrz zdjęcie →) zawierała tytuł na tle zdjęcia związanego z artykułem wiodącym, obok, na czerwonym pasku po lewej, znajdowały się następujące informacje: język wydania (dla żołnierzy frontowych był w tym miejscu Wehrmachtadler), numer, data i cena. Opis zdjęcia znajdował się na czerwonej okrągłej plamie po prawej u dołu.
Czasopismo wydawane było w formacie 36×27 cm i w roku 1940 miało 46 stron, ale zmniejszanie się dostaw papieru powodowało z upływem wojny kurczenie się objętości. Pierwszy numer ukazał się w kwietniu 1940 roku (gdy wybuchła wojna 1 września 1939 roku czasopismo było jeszcze w stadium przygotowań) i zawierał materiały retrospektywne, nawiązujące do kampanii wrześniowej w Polsce oraz początkowej fazy napaści na Danię i Norwegię, ostatni zaś 13 kwietnia 1945, trzy dni przed rozpoczęciem radzieckiej operacji berlińskiej. W tym okresie ukazało się około stu regularnych wydań.
Pierwsze strony zawierały korespondencje wojenne opatrzone zdjęciami, rysunkami artystów, mapami i wykresami. W dalszej części znajdowały się informacje z kraju oraz materiały poświęcone sztuce i rozrywce. Obie sekcje dzieliło osiem (pod koniec wojny cztery) stron w kolorze. „Signal” zawierał również reklamy powszechnie znanych firm niemieckich, jak Adler, Agfa, Mercedes-Benz czy Zeiss, ale również luksusowych kosmetyków, a nawet loterii państwowej – Der Deutsche Reichslotterie. Redaktorami naczelnymi byli kolejno: Harald Lechenperg (1940–1941), Heinz Medefind (1941), Wilhelm Reetz (1942–1944) i Giselher Wirsing (1944–1945).